# 123852 Jánboďa
123852 Jánboďa è un asteroide della fascia principale. Scoperto nel 2001, presenta un'orbita caratterizzata da un semiasse maggiore pari a 3,0120933 UA e da un'eccentricità di 0,2692644, inclinata di 5,63367° rispetto all'eclittica.
L'asteroide è dedicato al geofisico slovacco Ján Boďa.